# Elecciones parlamentarias de Yibuti de 1992
Las elecciones parlamentarias de Yibuti de 1992 tuvieron lugar el 18 de diciembre del mencionado año con el objetivo de renovar los 65 escaños de la Asamblea Nacional, que ejercería sus funciones por el período 1993-1998. Se trató de las terceras elecciones parlamentarias que tenían lugar en el país desde su independencia en 1977, así como los primeros comicios desde el restablecimiento del multipartidismo siguiendo al referéndum constitucional celebrado en septiembre del mismo año, dos meses antes de las elecciones, luego de diez años de régimen de partido único. Fueron, por lo tanto, las primeras elecciones desde 1973 en las que podían presentarse fuerzas alternativas a la Agrupación Popular para el Progreso (RPP), del presidente Hassan Gouled Aptidon.
Estos comicios tuvieron lugar en el marco de la guerra civil iniciada en 1991 por parte el Frente por la Restauración de la Unidad y de la Democracia, grupo insurgente mayoritariamente Afar que buscaba derrocar al régimen de Gouled, acusándolo de nepotismo y de favorecer al clan Issa. La nueva constitución habilitó el multipartidismo, pero una ley aprobada paralelamente limitó el número de partidos que tendrían permitido registrarse a cuatro. El sistema electoral empleado fue el escrutinio mayoritario plurinominal, con el país dividido en cinco circunscripciones con un número variable de diputados, los cuales serían obtenidos en su totalidad por la lista más votada. El FRUD rechazó la apertura política como una farsa orquestada por el gobierno y llamó a boicotear las elecciones, denunciando que no serían libres y justas, por lo que la votación no pudo realizarse en las ciudades que el grupo controlaba en el norte del país. El Partido para la Renovación Democrática (PRD), liderado por el exministro Mohamed Djame Elabe se registró en septiembre de 1992 y presentó listas en tres circunscripciones. En las otras dos, la RPP fue el único partido que compitió y obtuvo los escaños sin oposición.
En medio de amenazas de ataques por parte del FRUD y un clima de apatía política por parte de votantes opositores, sobre todo aquellos de origen Afar, la participación fue solo de 48,50% del electorado registrado. La RPP obtuvo el 74,59% de los votos válidamente emitidos contra el 25,41% del PRD. El oficialismo se impuso en todas las circunscripciones, lo que provocó que ganara la totalidad de los escaños y no hubiera representantes opositores electos. Fue la última vez que esto se produjo, ya que a partir de 1997 comenzaría a competir en coalición con otros partidos.

## Contexto
Desde 1981, poco después de su independencia de Francia en 1977, Yibuti fue gobernado como un estado de partido único con la Agrupación Popular para el Progreso (RPP), del presidente Hassan Gouled Aptidon como única fuerza política legal. Gouled llegó al poder poco antes de la independencia apoyado en el clan Issa y fue acusado tanto de colocar a sus familiares en puestos de poder como de recurrir al favoritismo tribal, lo que le granjeó la enemistad del clan Afar. A finales de la década de 1980, el descontento entre la población debido a la falta de libertades políticas, la corrupción y la mala gestión económica se generalizaron. La caída de regímenes autoritarios en otros países africanos y el auge de movimientos democráticos en la región también influyeron en el país. El régimen comenzó a verse sometido a una intensa presión internacional para instaurar cambios políticos, Francia, antigua potencia colonial de Yibuti y garante del régimen de Gouled, comenzó a sumarse a estas presiones.
Ante la ausencia de cambios políticos, el año 1991 vio el surgimiento del Frente por la Restauración de la Unidad y de la Democracia (FRUD), grupo insurgente mayormente Afar, que reclamó el derrocamiento del régimen de Gouled y se alzó en armas contra el Estado, lo que desató la guerra civil yibutiana. Aunque comenzó en Dikhil, el conflicto se focalizó en el norte del país (donde el FRUD logró tomar el control de una serie de pequeños bastiones aislados) con la excepción de algunos exabruptos de violencia esporádica en la capital. Entre finales de 1991 y mediados de 1992 tuvieron lugar una serie de sangrientos enfrentamientos entre los insurgentes y las fuerzas gubernamentales, que se saldaron con miles de muertos. Buscando evitar una escalada que emulara las ocurridas en Etiopía y Somalia, el gobierno francés presionó a Gouled para que negociara con el FRUD la implementación de cambios políticos. Aunque las conversaciones de paz instigadas por los franceses fracasaron, el régimen de Gouled anunció unilateralmente una transición al multipartidismo, buscando dividir a la oposición entre los sectores intransigentes vinculados al FRUD y los grupos más moderados y dialoguistas.
Durante el año 1992, el régimen de Gouled implementó las reformas legislativas y constitucionales destinadas a implantar un sistema político pluralista. El 23 de abril, la Asamblea Nacional dominada por la RPP extendió provisoriamente su mandato hasta enero de 1993, a la espera de poder celebrar elecciones multipartidistas. El 29 de junio se aprobó una amnistía general para todos los presos políticos detenidos antes del estallido de la guerra civil (lo que dejó exentos de la misma al FRUD y sus integrantes). Un proyecto de nueva constitución, que regulaba la mayor parte de los nuevos derechos políticos, fue aprobado el 16 de agosto y se convocó a un referéndum para el 4 de septiembre con dos preguntas. La primera, sobre aprobar el nuevo proyecto de constitución, y la segunda regulando el multipartidismo para restringirlo a cuatro partidos durante los primeros diez años o instaurar inmediatamente un multipartidismo sin restricción. El referéndum tuvo lugar y tanto la nueva constitución como el multipartidismo limitado fueron aprobados por abrumadora mayoría, con una participación superior al 75% del electorado registrado.
La nueva constitución entró en vigor el 15 de septiembre. Ese mismo día, la Asamblea Nacional aprobó una ley que regulaba la libertad de comunicaciones y la constitución de los partidos políticos. Sin embargo, además de la limitación del número de partidos a cuatro, la legislación daba al Ministro del Interior el poder de verificar y aprobar la creación de partidos e imponía severas restricciones a su accionar político, permitiendo su suspensión por "violación grave de las leyes" o "perturbación del orden público". Los partidos no podrían enfocar sus objetivos en motivos de «raza, etnia, sexo, religión, secta, lengua o región», medida justificada en evitar el tribalismo. Se criticó que una interpretación vaga de estas disposiciones daría margen de maniobra al gobierno para restringir a la oposición. De cualquier forma, el 27 de septiembre, el Partido para la Renovación Democrática (PRD) liderado por Mohamed Djame Elabe, obtuvo su registro como el primer partido alternativo a la RPP en lograrlo desde 1977.

## Sistema electoral
Las elecciones fueron las primeras en realizarse bajo el texto constitucional que entró en vigor el 15 de septiembre de 1992, así como bajo la Ley Orgánica relativa a las Elecciones promulgada el 29 de octubre del mismo año. Del mismo modo, la gran mayoría del marco legal que rigió todo lo relativo a las elecciones fue establecido en un paquete legislativo aprobado el 16 de noviembre. Bajo las normativas vigentes, Yibuti era una república presidencialista gobernada como una democracia representativa. La Asamblea Nacional, órgano legislativo unicameral, se compondría de 65 escaños elegidos por voto popular y directo para un mandato de cinco años por medio de un sistema de escrutinio mayoritario plurinominal. El país se vio dividido en cinco circunscripciones, basadas en las cinco regiones que componían Yibuti, cada una de las cuales estaría representada por un número variable de diputados en base a su circunscripción. Los partidos políticos presentarían listas electorales, y la lista más votada en la circunscripción se llevaría la totalidad de los escaños en disputa independientemente de su número de votos.
Todos los ciudadanos de Yibuti mayores de dieciocho años serían elegibles para votar, previa inscripción en una lista electoral a nivel de circunscripción en el distrito administrativo donde radicara el domicilio o residencia. Los ciudadanos yibutianos en el extranjero podían registrarse en el consulado o embajada de Yibuti en su país de residencia. No podrían votar las personas condenadas por un crimen, así como aquellos condenados por un delito a pena de prisión fija superior a tres meses o a una pena de prisión suspendida superior a un año, con excepción de las condenas por imprudencia. Asimismo, todos los votantes en pleno goce de sus derechos cívicos y mayores de veintitrés años que fuesen capaces de leer, escribir y hablar con fluidez francés o árabe podrían presentar su candidatura a miembro de la Asamblea Nacional. El presidente de la República, los comisarios, jefes de distrito y sus adjuntos, los secretarios generales del gobierno y de los ministerios, los magistrados, contralores estatales, inspectores de trabajo y educación y los miembros de las Fuerzas Armadas y de la Fuerza de Seguridad Nacional, los comisarios y los inspectores de la Policía Nacional no podrían ser candidatos.

## Resultado

### Nivel general
|  | 74.59 % |

|  | 25.41 % |

|  | 98.04 % |

|  | 1.96 % |

|  | 100.00 % |

|  | 48.50 % |

### Resultados por circunscripción
|  | 68.54 % |

|  | 31.46 % |

|  | 97.76 % |

|  | 2.24 % |

|  | 100.00 % |

|  | 52.72 % |

|  | 72.99 % |

|  | 27.01 % |

|  | 98.34 % |

|  | 1.66 % |

|  | 100.00 % |

|  | 44.99 % |

|  | 75.32 % |

|  | 24.68 % |

|  | 98.61 % |

|  | 1.39 % |

|  | 100.00 % |

|  | 38.02 % |

|  | 100.00 % |

|  | 97.87 % |

|  | 2.13 % |

|  | 100.00 % |

|  | 32.38 % |

|  | 100.00 % |

|  | 98.74 % |

|  | 1.26 % |

|  | 100.00 % |

|  | 54.62 % |